# Delphinium smithianum
Delphinium smithianum är en ranunkelväxtart som beskrevs av Hand.-mazz.. Delphinium smithianum ingår i släktet storriddarsporrar, och familjen ranunkelväxter. Inga underarter finns listade i Catalogue of Life.